# Contz-les-Bains
Contz-les-Bains é uma comuna francesa na região administrativa de Grande Leste, no departamento de Mosela. Estende-se por uma área de 3,19 km². Em 2010 a comuna tinha 518 habitantes (densidade: 162,4 hab./km²).